# Гранд-готель Ору-Прету
Гранд-готель Ору-Прету (порт. Grande Hotel de Ouro Preto ) — готель у місті Ору-Прету, Мінас-Жерайс, в Бразилії.

## Історія готелю
Готель побудований у 1940 році. Це одна з ранніх робіт архітектора Оскара Німейєра (1907–2012).  Ця будівля визначила місто Ору-Прету історичним містом і туристичним центром. Будівництво сучасного готелю в місті свого часу замовила архітектурна компанія на чолі з архітектором Лусіо Коста замовила і. Дизайн Німейєра був обраний замість дизайну Карлоса Леао (1906-1983).